# The Ultimate Fighter: Team Liddell vs. Team Ortiz Finale
The Ultimate Fighter: Team Liddell vs. Team Ortiz Finale è stato un evento di arti marziali miste organizzato dalla Ultimate Fighting Championship che si è tenuto il 19 giugno 2010 al Palms Casino Resort di Las Vegas, Stati Uniti.

## Retroscena
L'evento ospitò la finale del torneo dei pesi medi dell'undicesima stagione del reality show The Ultimate Fighter; nel precedente evento UFC 115: Liddell vs. Franklin avrebbero dovuto affrontarsi i due allenatori Chuck Liddell e Tito Ortiz, ma quest'ultimo diede forfait e venne sostituito da Rich Franklin.
Il match tra Darren Elkins e Charles Oliveira venne posticipato ad un altro evento in quanto Oliveira ebbe problemi di visto d'ingresso.

## Risultati

### Card preliminare
- Incontro categoria Pesi Massimi:  James McSweeney contro  Travis Browne

Browne sconfisse McSweeney per KO Tecnico (pugni) a 4:32 del primo round.
- Incontro categoria Pesi Medi:  James Hammortree contro  Chris Camozzi

Camozzi sconfisse Hammortree per decisione unanime (29–28, 30–27, 30–27).
- Incontro categoria Pesi Medi:  Kyle Noke contro  Josh Bryant

Noke sconfisse Bryant per KO Tecnico (pugni) a 3:12 del secondo round.
- Incontro categoria Pesi Medi:  Brad Tavares contro  Seth Baczynski

Tavares sconfisse Baczynski per decisione unanime (29–28, 29–28, 29–28).
- Incontro categoria Pesi Leggeri:  John Gunderson contro  Mark Holst

Gunderson sconfisse Holst per decisione unanime (30–27, 30–27, 30–27).

### Card principale
- Incontro categoria Pesi Medi:  Jamie Yager contro  Rich Attonito

Attonito sconfisse Yager per KO Tecnico (pugni) a 4:25 del secondo round.
- Incontro categoria Pesi Leggeri:  Spencer Fisher contro  Dennis Siver

Siver sconfisse Fisher per decisione unanime (30–27, 29–28, 29–28).
- Incontro categoria Pesi Medi:  Chris Leben contro  Aaron Simpson

Leben sconfisse Simpson per KO Tecnico (pugni) a 4:17 del secondo round.
- Incontro categoria Pesi Mediomassimi:  Matt Hamill contro  Keith Jardine

Hamill sconfisse Jardine per decisione unanime (29–27, 29–27, 28–28).
- Finale del torneo dei Pesi Medi TUF 11:  Court McGee contro  Kris McCray

McGee sconfisse McCray per sottomissione (rear naked choke) a 3:41 del secondo round e vinse il torneo dei pesi medi TUF 11.

## Premi
I seguenti lottatori sono stati premiati con un bonus di 25.000 dollari:
- Fight of the Night:  Matt Hamill contro  Keith Jardine
- Knockout of the Night:  Chris Leben
- Submission of the Night:  Court McGee